# Mary Livermore

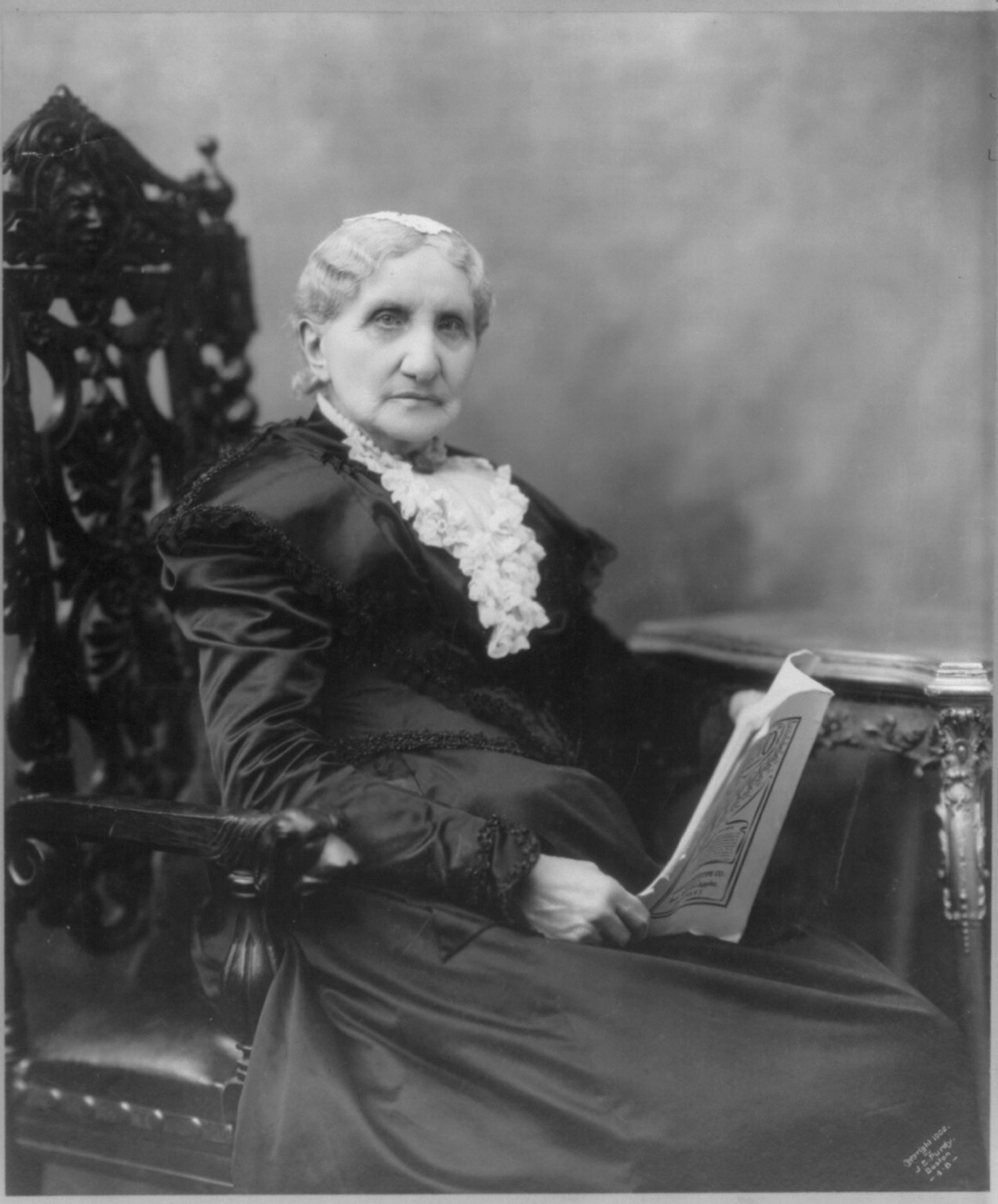
Mary Livermore (1902)

Mary Livermore (* als Mary Ashton Rice 19. Dezember 1820 in Boston; † 23. Mai 1905 in Melrose, Massachusetts) war eine US-amerikanische Suffragette und Sozialreformerin.

## Leben
Als Mary Ashton Rice wurde sie 1820 in Boston als Tochter des Arbeiters Timothy Rice und seiner Frau Zebiah Vose Glover Ashton geboren. Sie war das vierte Kind des Paares, ihre älteren Geschwister waren zum Zeitpunkt ihrer Geburt bereits verstorben. Sie hatte zwei jüngere Schwestern, von denen die ältere im Jahr 1838 starb. Die Familie gehörte dem baptistischen Glauben an und war streng religiös. Sie zogen in den 1830er Jahren in den Westen von New York, um eine Farm zu betreiben, doch bereits nach zwei Jahren gab Timothy Rice das Vorhaben auf. Mary Ashton Rice beendete die Hancock Grammar School im Alter von vierzehn Jahren und begann ein Studium an einer baptistischen Frauenschule, dem Female Seminary of Charlestown in Charlestown. Schon im zweiten Jahr unterrichtete sie Französisch und Latein, und sie blieb nach ihrem Abschluss mit sechzehn Jahren als Lehrerin an der Schule. Sie brachte sich selbst Griechisch bei, damit sie die Bibel in dieser Sprache lesen und ihre Fragen über einige der Lehren untersuchen konnte.
Danach arbeitete sie als Hauslehrerin für eine wohlhabende Familie in Virginia und dort begann sie liberale Ideen zu entwickeln. Sie lebte von 1839 bis 1842 auf der Plantage der Familie und lernte die Sklaverei kennen, die sie von dem Moment an ablehnte. Anschließend übernahm sie die Leitung einer Privatschule in Duxbury, Massachusetts. Dort blieb sie bis zu ihrer Heirat im Jahr 1845.
Mary Ashton Rice heiratete im Mai 1845 den Prediger der Universalist Church of America und Verfechter der Abstinenzbewegung Daniel Parker Livermore und fing an, für verschiedene religiöse und Reformzeitschriften zu schreiben. Die meisten ihrer Schriften bezogen sich auf religiöse Themen oder griffen die Abstinenzbewegung auf. Im Jahr 1857 zog sie mit ihrem Mann nach Chicago. Eigentlich wollte die Familie nach Kansas auswandern, doch die Krankheit einer ihrer drei Töchter zwang sie, in Chicago zu bleiben. Dort arbeitete sie als Herausgeberin einer unitarischen Zeitung namens New Covenant. Im Jahr 1863 veröffentlichte Mary Livermore Pen Pictures, eine Sammlung von Essays und Skizzen. In Chicago half sie auch zwei Wohltätigkeitsorganisationen zu gründen, das Home for Aged Women und das Hospital for Women and Children.
Von den drei Töchtern starb die 1848 geborene Mary Eliza im Jahr 1853. Henrietta White, geboren im Jahr 1851, heiratete John Norris und hatte mit ihm sechs Kinder. Die jüngste Tochter Marcia Elizabeth, geboren 1854, blieb ledig und lebte bei ihren Eltern. Daniel Livermore starb im Jahr 1899. Mary Livermore wandte sich dem Spiritismus zu, um zu versuchen, mit ihrem Mann in Kontakt zu treten. Sie glaubte, durch ein Medium Kontakt zu ihm hergestellt zu haben. Im Census von 1900 lebten in ihrem Haushalt neben ihrer Tochter Marcia Elizabeth auch ihre Schwester Abigail Cotton und zwei Bedienstete.

### Sanitary Commission

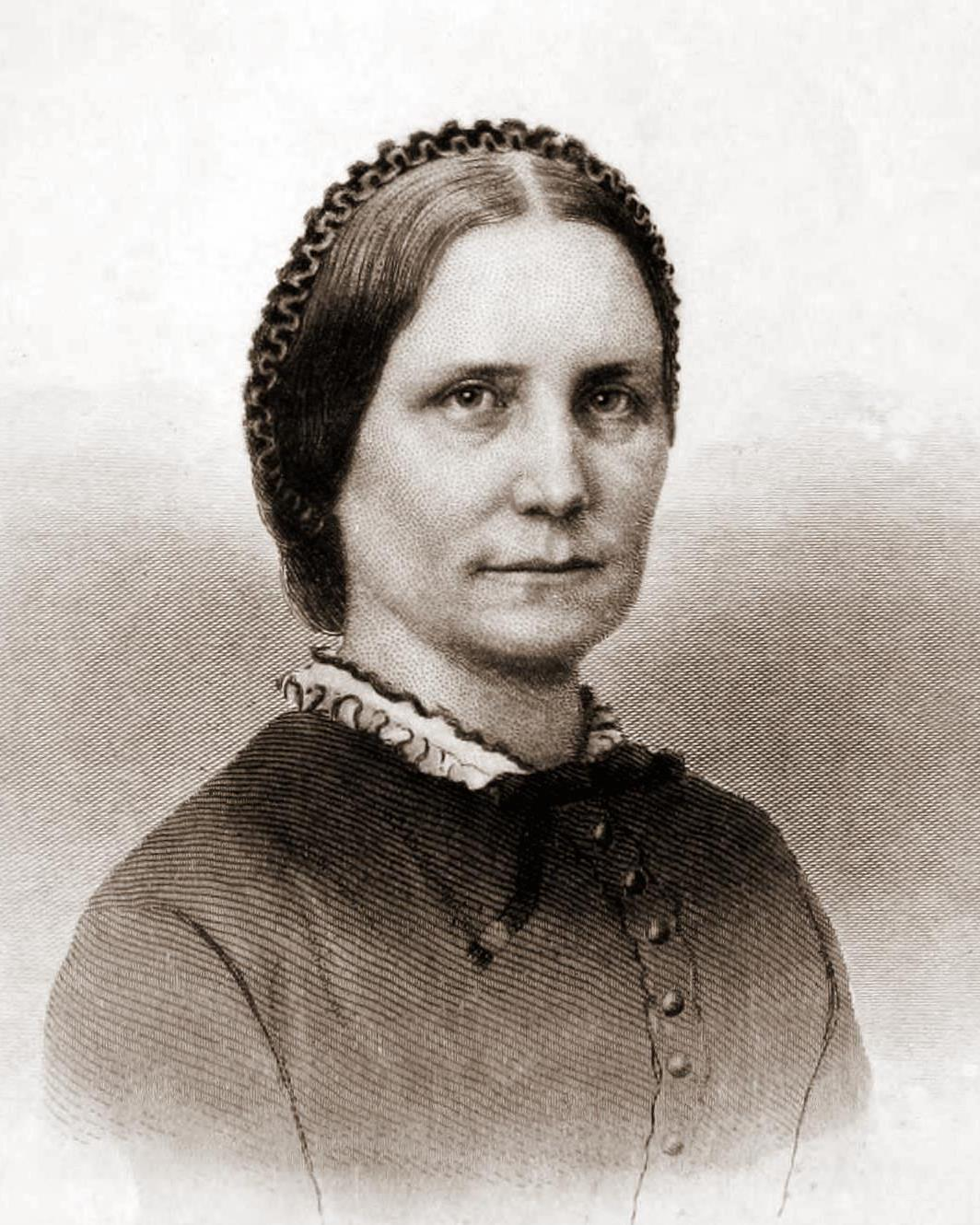
Mary Livermore (1867)

Livermore arbeitete nach Ausbruch des Amerikanischen Bürgerkriegs als Freiwillige bei der Chicago Sanitary Commission, einem lokalen Zweig der U.S. Sanitary Commission. Diese Organisation war 1861 von der Regierung genehmigt worden, um die Soldaten der Union medizinisch zu versorgen und um ihnen auch an anderen Stellen zu helfen. Die Kommission kümmerte sich um die Versorgung der Soldaten mit Lebensmitteln, Kleidung und medizinischem Material. Die Ärzte und Inspektoren der Sanitary Commission waren Männer, doch die lokalen Ortsgruppen wurden fast ausschließlich von Frauen organisiert und betrieben. Die Frauen sammelten Hilfsgüter und stellten für die Soldaten Care-Pakete zusammen. Anfang 1862 besuchte sie zusammen mit ihrer Freundin Jane Currie Blaikie Hoge die Militärhospitäler in St. Louis, Missouri und Cairo, Illinois und weitere. Danach wurde sie zur Co-Direktorin der Chicagoer Zweigstelle ernannt. Ihre Arbeit war so erfolgreich, dass auf die Chicagoer Zweigstelle zwei Drittel des von der Kommission gesammelten Materials entfielen.
Zudem sammelten sie große Geldsummen ein, um ihre Arbeit zu finanzieren. Dazu organisierten sie Wohltätigkeitsmessen, die Tausende von Dollar für die Versorgung der Armee einbrachten. Mary Livermore war mit Hoge die Hauptorganisatorin der Sanitary Fair im Oktober 1863. Die Messe brachte 70.000 Dollar ein und überzeugte weitere Frauen von der Mitarbeit.

### Frauenwahlrecht und Vortragstätigkeit
Ihre Arbeit in der Kommission überzeugte sie auch davon, dass Frauen das Wahlrecht benötigen, um soziale Reformen durchzusetzen. Deswegen engagierte sie sich nach dem Krieg in Frauenorganisationen wie der American Woman Suffrage Association und der Woman’s Christian Temperance Union. Sie wurde 1868 zur Präsidentin der Illinois Woman Suffrage Association gewählt und gründete im Januar 1869 die suffragistische Zeitung Agitator. Im selben Jahr nahm sie am Gründungskongress der American Woman Suffrage Association in Cleveland, Ohio teil und wurde zur Vizepräsidentin gewählt. Sie zog zurück nach Melrose, Massachusetts, um dort Redakteurin des Woman's Journal, einer neuen Bostoner Zeitschrift, zu werden, mit der der Agitator fusionierte. Sie half im Jahr 1870 die Massachusetts Woman Suffrage Association zu gründen. Als Redakteurin des Woman's Journal trat sie 1871 zurück und widmete sich danach ihrer Vortragstätigkeit. Zu den Themen ihrer öffentlichen Reden gehörte die Vermittlung der Notwendigkeit der Bildung von Frauen und der Änderung der Alkoholgesetze.
Präsidentin der American Woman Suffrage Association war sie von 1875 bis 1878 und Präsidentin der Massachusetts Association von 1893 bis 1903. Sie trat die Nachfolge von Lucy Stone an. Außerdem war sie 1873 Präsidentin der Association for the Advancement of Women und von 1875 bis 1885 Präsidentin der Massachusetts Woman's Christian Temperance Union. 1895 zog sie sich von der Vortragstätigkeit zurück.
Ihre Vorträge und Artikel wurden in zahlreichen Zeitschriften veröffentlicht. My Story of the War: A Woman's Narrative of Four Years Personal Experience erschien 1887 und 1897 gefolgt von The Story of My Life; or, The Sunshine and Shadow of Seventy Years. Gemeinsam mit Frances Willard war sie Herausgeberin von A Woman of the Century, einer sehr erfolgreichen Zusammenstellung von Biographien, die 1893 erstmals erschien.

## Tod und Würdigung
Mary Livermore starb am 23. Mai 1905 in Melrose.
Die Mary A. Livermore School in Melrose wurde nach ihr benannt. Die Schule bestand von 1891 bis 1933. Heute ist das Gebäude abgerissen und die Fläche ein Parkplatz.
Die SS Mary A. Livermore, ein Frachter der Liberty-Klasse, wurde nach ihr benannt. Der Frachter wurde bei einem Kamikaze-Angriff 1945 durch einen einmotorigen Doppeldecker angegriffen.
Judy Chicago widmete ihr eine Inschrift auf den dreieckigen Bodenfliesen des Heritage Floor ihrer 1974 bis 1979 entstandenen Installation The Dinner Party. Die mit dem Namen Mary Livermore beschrifteten Porzellanfliesen sind dem Platz mit dem Gedeck für Sojourner Truth zugeordnet.